# Бети Уайт
Бети Уайт (на английски: Betty Marion White) е американска филмова и телевизионна актриса, чието име се свързва най-вече с телевизионния сериал „Златните момичета“ (1985 – 1992), а също така и с „Живот с Елизабет“ (1952 – 1955) и „Шоуто на Мери Тайлър Мур“ (1973 – 1977).

## Кариера
През своята телевизионна кариера е удостоена със седем награди Еми от 20 номинации и има звезда на алеята на славата. Първата ѝ награда Еми е през 1951 година, а най-новата през 2011 г., с 60 години разлика. На 8 май 2010 година става най-възрастният човек, който е водещ и гост на популярното американско предаване „Сатърдей Найт Лайв“. През юни 2010 година започва нов телевизионен сериал с нейно участие – „Жега в Кливланд“, където играе Елка Островски. На 17 януари 2012 г. Бети Уайт празнува своята 90-годишнина.
През периода 2012 – 2014 година води предаването „Старчета разбойници с Бети Уайт“.

## Обществени дейности
Тя е голям защитник на животните и работи за тяхното опазване с много различни организации. Жени се три пъти, като първите два брака траят само по две години, а третият – 20 години, до смъртта на съпруга Алън Лъдън през 1981 година. Няма деца. По политически убеждения е демократ.

## Смърт
Бети Уайт умира в резултат на инсулт на 31 декември 2021 г. на 99 години.
Президентът Джо Байдън пише в социалните медии – „Бети Уайт накара поколения американци да се усмихват. Тя е културна икона, която ще ни липсва.“ Измежду знаменитостите, които ѝ отдават почит в социалните мрежи, са Мишел Обама, Райън Рейнолдс, Сандра Бълок, Рийз Уидърспун, Шер, Опра Уинфри, Джордж Такей, Холи Бери, Дебра Месинг, Елън Дедженеръс, Катрин Зита-Джоунс, Стийв Мартин, Вайола Дейвис, Дон Чийдъл, Хенри Уинклър, Мел Брукс, Бет Мидлър, Кери Уошингтън, Ариана Дебоз, Марк Ръфало, Холзи, Конан О'Брайън, Дженифър Лав Хюит и Боб Айгър.